# Cigarra-do-cafeeiro
A Cigarra-do-cafeeiro (Quesada gigas) é uma cigarra da família dos cicadídeos. Tal espécie mede cerca de 65 mm de comprimento, com coloração geral verde com cinco estrias longitudinais negras sobre o tórax.